# Der Butler und die Prinzessin
Der Butler und die Prinzessin ist eine deutsche Filmkomödie aus dem Jahre 2007.

## Handlung
Fabian Schlüter ist ein Butler vom Fach. Er wird mit den Vorbereitungen der Hochzeit von Patricia von Knesewitz, einer verarmten Adeligen, und einem reichen Großinvestor, Bruno Meyer, betraut. Dies stellt eine Herausforderung dar. Patricia und ihre Familie leben in einer heruntergekommenen Villa. Als der Bräutigam dies sieht, will er die Verlobung lösen, sieht aber davon ab, wenn sich die Familie um besseres Benehmen bemüht. Fabian bereitet die Hochzeit vor und hält den Gerichtsvollzieher in Schach. Außerdem wirkt sein Einfluss auf die Familie. Auf der Verlobungsfeier entdeckt auch Bruno die Qualitäten von Patricia. Allerdings hat Fabian sich in die Prinzessin verliebt. Da ein Butler keine Gefühle für seine Herrschaften haben soll, kündigt er die Anstellung.

## Produktion
Die Erstausstrahlung fand am 30. Januar 2007 in Sat1 statt. In der werberelevanten Zielgruppe lag der Marktanteil bei 13,8 Prozent.

## Kritik
TV Spielfilm gibt einen Daumen nach oben und meint Sittler und Schweins sind ein Vergnügen.

## Auszeichnungen
Der Film war beim Deutscher Fernsehpreis 2007 als bester Fernsehfilm nominiert.